# Gouzangrez
Gouzangrez var en kommun i departementet Val-d'Oise i regionen Île-de-France i norra Frankrike. Kommunen låg i kantonen Vigny som tillhör arrondissementet Pontoise. År 2021 hade Gouzangrez 151 invånare. År 2024 fusionerade Gouzangrez med Commeny. Fusionen är ett försök att komma till rätta med kommunernas dåliga ekonomi.

## Befolkningsutveckling
Antalet invånare i kommunen Gouzangrez
| Referens: INSEE |